# Station Bonn-Mehlem
Station Bonn-Mehlem is een spoorwegstation in de Duitse stad Bonn in de deelstaat Noordrijn-Westfalen, gelegen in het stadsdeel Lannesdorf. Het heeft 3 perronsporen en is gelegen aan de Linker Rheinstrecke, zuidelijk van het Hauptbahnhof van Bonn.

## Geschiedenis
Op 21 januari 1856 werd de bouw aan de Linker Rheinstrecke tussen Bonn en Rolandseck voltooid. In deze tijd werd ook het station gebouwd op het terrein van de gemeente Lannesdorf, maar het station kreeg toch de naam Mehlem vanwege grotere bekendheid. In de jaren 1870 werd het stationsgebouw door aan- en bijbouw vergroot en herbergde en deze tijd ook het postkantoor van de wijk Mehlem. Vanwege de toevoeging van Bad Godesberg, waar Mehlem onderdeel van uitmaakte, aan de stad Bonn werd de naam van station Mehlem in 1971 veranderd naar Bonn-Mehlem.

## Treinverbindingen
Het station wordt bediend door 3 lijnen.

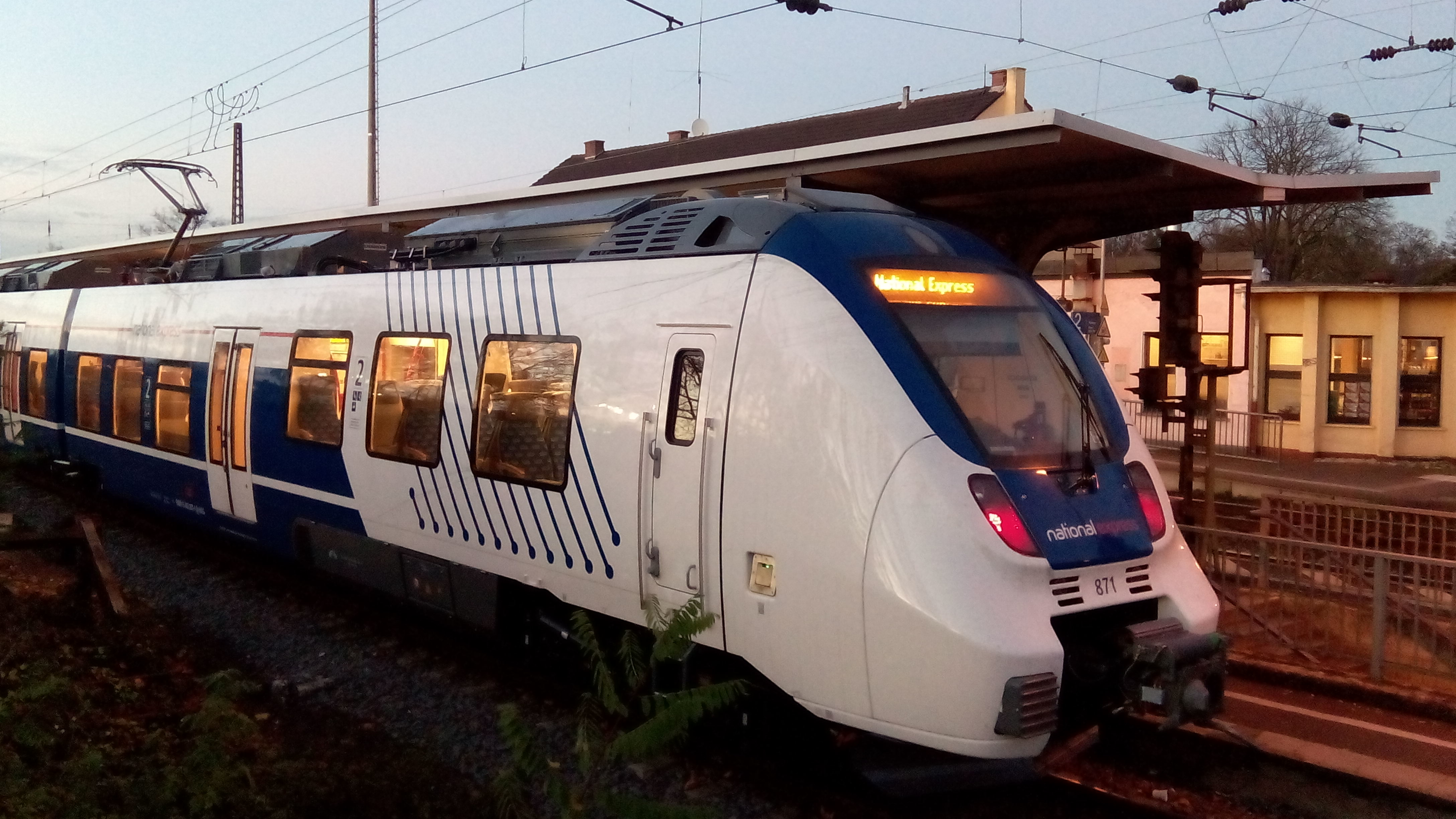
Een Baureihe 442 van National Express op lijn RB48 in Bonn-Mehlem

| Serie | Treinsoort                      | Route | Bijzonderheden                                                               |
| ----- | ------------------------------- | --- | ---------------------------------------------------------------------------- |
| RB 26 | Regionalbahn (Trans regio)      | Köln Messe/Deutz – Köln Hbf – Brühl – Bonn Hbf – Bonn-Bad Godesberg – Rolandseck – Remagen – Andernach – Koblenz Hbf – Boppard Hbf – Oberwesel – Bingen (Rhein) Hbf – Ingelheim – Mainz Hbf | MittelrheinBahn                                                              |
| RB 30 | Regionalbahn (DB Regio NRW)     | Bonn Hbf – Bonn-Bad Godesberg – Remagen – Ahrweiler – Dernau – Mayschoß – Altenahr – Ahrbrück                                                                                               | Rhein-Ahr-Bahn                                                               |
| RB 48 | Regionalbahn (National Express) | Wuppertal-Oberbarmen – Wuppertal Hbf – Solingen Hbf – Köln Messe/Deutz – Köln Hbf – (Brühl – Bonn Hbf – Bonn-Bad Godesberg – Bonn-Mehlem)                                                   | Rhein-Wupper-Bahn 2x per uur Wuppertal-Köln, 1x per uur van/naar Bonn-Mehlem |